# Nokia 5228
Il Nokia 5228 è uno smartphone prodotto dall'azienda finlandese Nokia e messo in commercio nel 2010. Ha un design molto simile al Nokia 5800.

## Caratteristiche
- Dimensioni: 111 x 51,7 x 14,5/15,5 millimetri
- Massa: 113 g
- Sistema operativo: Symbian OS 9.4 Series60 v5.0 (Symbian^1)
- Risoluzione display: 640 x 360 pixel con 16,7 milioni di colori
- Durata batteria in conversazione: 7 ore
- Durata batteria in standby: 438 ore (18 giorni e 6 ore)
- Fotocamera: 2 megapixel, senza autofocus e senza flash led
- Memoria: 70 MB espandibile con MicroSD fino a 16 GB
- Memoria RAM: 128 MB
- Bluetooth e USB
- Connettività EDGE